# 支可大
支可大（1544年—？），字有功，直隸蘇州府崑山縣人，民籍，明朝政治人物。

## 生平
隆慶元年（1567年）丁卯科應天鄉試第十名舉人，萬曆二年（1574年）中式甲戌科會試第十四名，二甲第一名進士（傳臚）。授禮部主事，升員外郎，九年（1581年）五月出為廣東按察司副使，二十一年（1593年）九月調浙江按察司副使，二十二年（1594年）升江西布政使司右參政，二十四年（1596年）十月升應天府府丞，二十五年（1597年）任都察院右副都御史、巡撫湖廣，二十七年（1599年）明神宗派遣宦官陳奉榷稅荊州，開採興國州礦洞丹砂及管錢廠鼓鑄，期間陳奉在橫徵暴斂之餘，鞭笞官吏，剽劫行旅，恣行威虐，同年十二月武昌府發生民變，陳奉被擊傷，二十九年（1601年）四月被論劾為陳奉惡行曲蔽，冠帶閒住，致仕歸里。

## 家族
曾祖支璣；祖父支柏；父支良知，母李氏。嚴侍下。弟支可信、支可達、支可久、支可教。